# Oológia

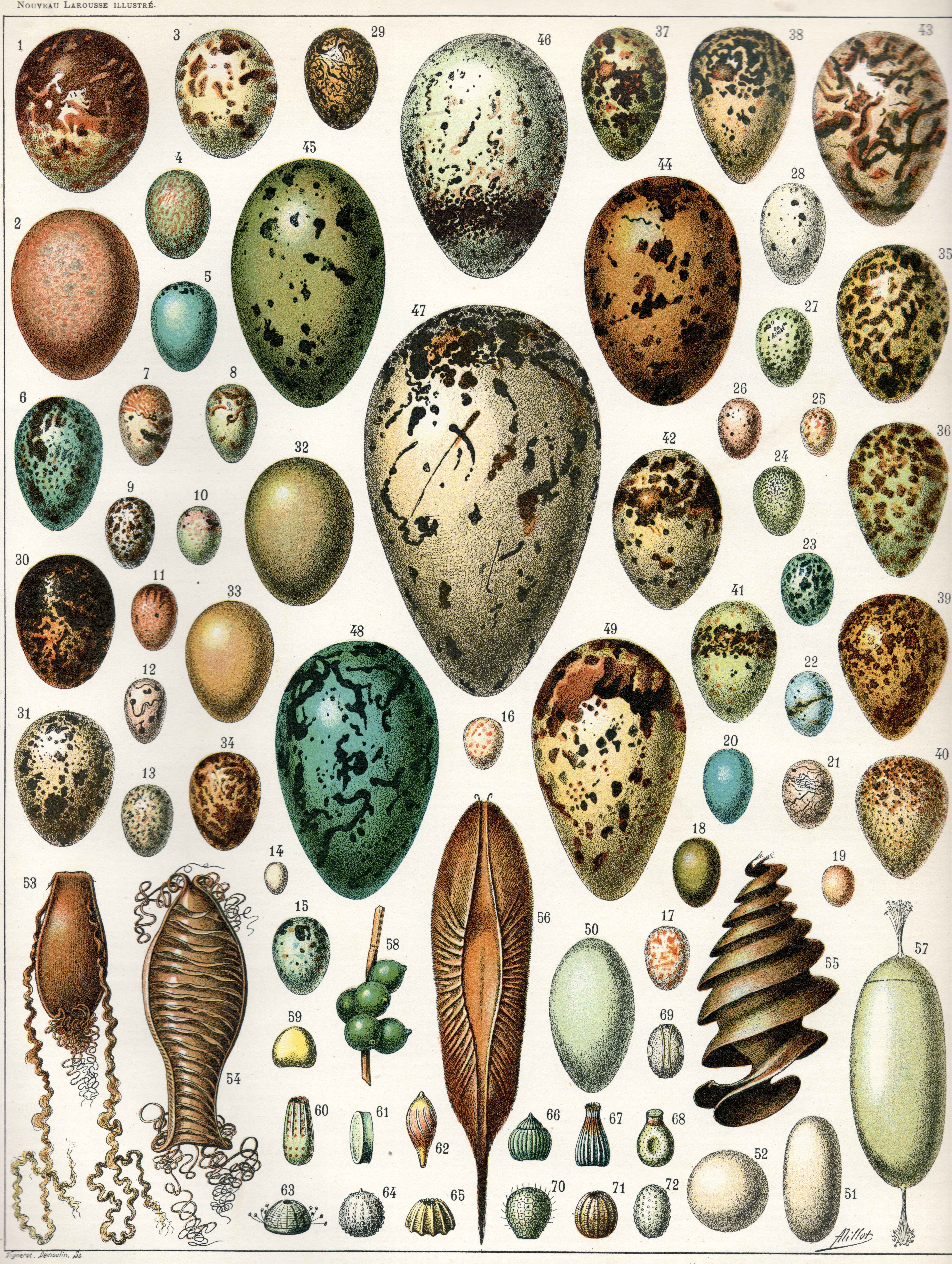
Különféle tojások (nem csak madaraktól)

Az oológia (oologia) vagy tojástan a biológia, azon belül is elsősorban a madártan (ornitológia) egyik tudományterülete. Az oológia elsősorban a madarak (Aves) tojásaival foglalkozó tudomány. Külön tudománnyá az tette, hogy a madarak tojásai méretben, alakban, színben, fészekalji számban stb. igen különbözőek. Nem csak a madarak szaporodnak tojásokkal, hanem pl. a hüllők (Reptilia) és egyes kezdetleges emlősök (kloákás vagy tojásrakó emlősök) is. Ezen csoportok ma élő tagjainak tojásai azonban messze nem mutatnak akkora változatosságot, mint a madaraké (a kihaltak tojásairól nem sokat tudunk, de valószínűleg nagy lehetett a változatosság). (Gyakran tojásnak nevezik a porcoshalak, pl. cápák nagy méretű, kemény tokkal borított petéit is.) A tojástannal foglalkozó kutató az oológus, aki föltétlen ismerője a madarak szervezetének, életének, viselkedésének is, vagyis egyben ornitológus is.
A magyar zoológiai szaknyelv újabban gyakran nevezi tojásnak a gerinctelen állatok által lerakott petéket is, hogy jobban megkülönböztessék, a még megtermékenyítetlen petesejt és a már megtermékenyített petesejt, a zigóta (tulajdonképpeni tojás) nevét. 

## Lásd még
- Tojás (biológia)